# 短进程优先

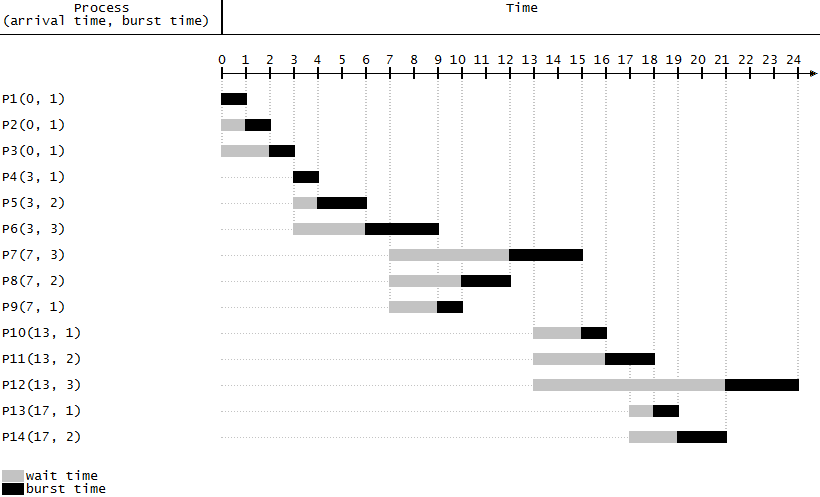
最短任务优先的示意图

最短任务优先（英語：Shortest job next，縮寫：SJN），也称为最短进程优先，是一个调度策略，从等待运行的进程中选择执行时间最短的那个来运行。SJN是一个non-preemptive算法。最短剩余时间是用来控制SJN的变量。
最短任务优先有一些优点，比如简单，并且这种策略减小了所有进程的平均运行时间。 然而，它的缺点是，如果不断地有新的短期进程不断加入时，他会需要花更长的时间来完成那些长期进程。Highest response ratio next和这个策略有些相似，但它提供了一个解决方案称为老化（aging）。